# Окислительный аммонолиз
Окислительный аммоно́лиз (окислительное аминирование, аммоксидирование) — сопряжённое окисление углеводородов и аммиака  молекулярным кислородом с образованием нитрилов или синильной кислоты, что объясняет широкое его применение в промышленности. Реакция амоксидирования, как правило, осуществляется в газовой фазе, причем для разных классов органических соединений она протекает при разных температурах и в присутствии разных катализаторов. 

## Историческая справка
Окислительный аммонолиз представляет собой каталитический процесс, включающий в себя сопряжённые реакции окисления и аммонолиза. Каталитическое окисление нашло применение ещё в начале XX века в синтезе фталевого ангидрида, антрахинона, малеинового ангидрида и формальдегида. Каталитический аммонолиз, позволяющий получать из углеводородов нитрилы, на тот момент был менее изучен.
В 1950-х годах Майкл Эршак и Джон Козби с сотрудниками, а также Фрэнк Климати и Герберт Расмуссен, наблюдали образование нитрилов при каталитическом окислении алкенов, нафтеновых углеводородов и алкилбензола в присутствии аммиака. Во всех случаях выход продукта был таким же, как и при каталитическом аммонолизе. Таким образом, к началу 1950-х годов уже имелись наблюдения, указывающие на возможность синтеза азотсодержащих продуктов при каталитическом окислении углеводородов в присутствии аммиака. Позже полученные экспериментальные данные показали, что при одновременном присутствии кислорода и аммиака протекают сложные параллельные и последовательные сопряжённые реакции окисления и аммонолиза. Основную роль в этом процессе играет реакция окисления, благодаря цепному характеру которой накапливаются стабильные и нестабильные промежуточные продукты, вступающие впоследствии во взаимодействие с NH3.

## Механизм реакции

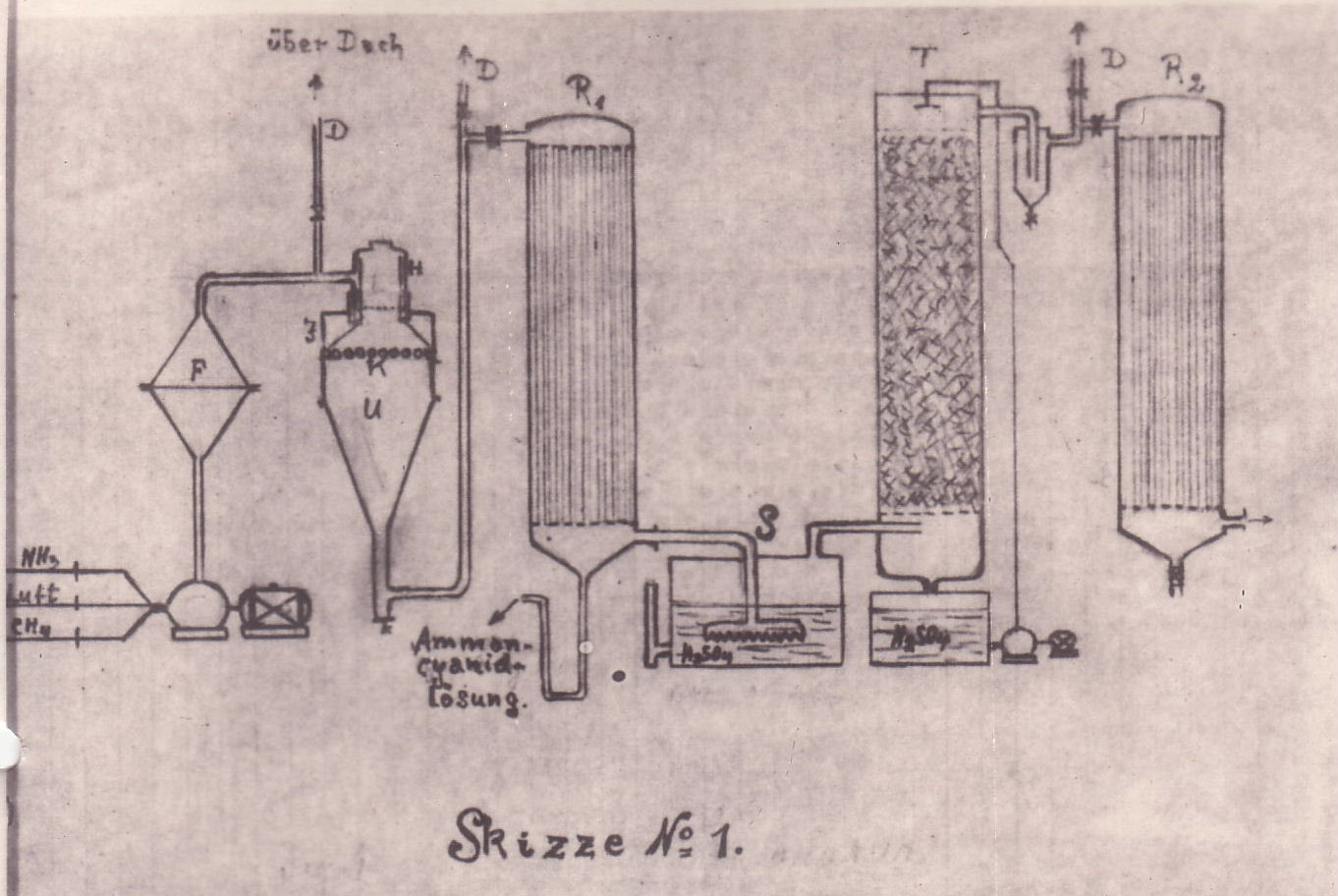
Схема процесса реакции Андрусова

Окислительный аммонолиз парафинов изучен на примере промышленного производства синильной кислоты из метана (реакция Андруссова). Реакция проводится при температуре 1000 °С с использованием Pt-Rh или Pt-Ir катализатора и протекает практически мгновенно:
{\displaystyle {\mathsf {CH_{4}+NH_{3}+1.5O_{2}\rightarrow HCN+3H_{2}O}}}
Выход целевого продукта достигает 95%, побочные продукты — N2, CO, СО2.
Катализаторы используются в виде нескольких слоев сетки из тонких проволок соответствующего сплава. Исходная смесь CH4, NH3 и O2 (в виде воздуха) подается в соотношении 1,1:1,0:1,5.
Окислительный аммонолиз этана или пропана на сложных оксидных катализаторах (оксиды Mo, Ca, Sb и др.) протекает при температуре 420—650 °С в присутствии водяного пара и приводит к образованию ацетонитрила или его смеси с акрилонитрилом. Выход составляет 30—40%.
Окислительный аммонолиз алкенов обычно осуществляется при более низких температурах. Селективным катализатором этой реакции являются сочетания оксидов, содержащие, как минимум, два различных металла, один из которых обязательно должен принадлежать к группе пниктогенов. Висмут и сурьма — наиболее активны. Эти катализаторы наносят на силикагель, чтобы придать им устойчивость к истиранию в кипящем слое. Реакционная смесь должна содержать равные количества алкена, аммиака и кислорода. Данной реакцией из пропилена при 350—370 °С получают акрилонитрил с выходом до 70%:
{\displaystyle {\mathsf {C_{3}H_{6}+NH_{3}+1.5O_{2}\rightarrow C_{2}H_{3}CN+3H_{2}O}}}
Окислительный аммонолиз  ароматических углеводородов протекает при 350—450 °С на катализаторах, содержащих оксиды V, Mo, Ti, Sn. Реакционная смесь содержит органический субстрат, кислород, аммиак и водяной пар в соотношении 1:35:25:50 соответственно. Широко распространено аммоксидирование метилбензолов, из которых синтезируют динитрилы изо- и терефталевой кислот. Терефталонитрил используется как промежуточный продукт для получения терефталевой кислоты высокой чистоты, а изофталонитрил — для получения м-ксилилендиамина (мономер для синтеза термостойких полиамидов, ксилилендиизоцианатов и полиуретанов на их основе). Реакция протекает ступенчато и сопровождается образованием углекислого газа и синильной кислоты.
В аналогичных условиях идёт реакция и с производными пиридина, в результате которой образуются цианопиридины. Данная реакция используется в промышленности, так как образующийся цианопиридин можно быстро и с хорошим выходом омылить до свободных пиридинкарбоновых кислот или их амидов, которые широко используются в фармакологии.